# Clypeobarbus pseudognathodon
Clypeobarbus pseudognathodon es una especie de peces de la familia Cyprinidae, orden Cypriniformes.
Son peces dulceacuícolas africanos que pueden llegar alcanzar los 5,5 cm de longitud total.